# 蕨姫
蕨姫（わらびひめ、生没年不詳）は、平安時代末期の女性。平家一門の平時忠の娘。本名は不明。『尊卑分脈』で源義経の妾とされる。能登国（現石川県能登半島）の伝承で蕨姫と呼ばれる。

## 人物
寿永4年（1185年）3月24日の壇ノ浦の戦いで平家一門が滅亡すると、時忠は源義経の軍勢に捕らえられて捕虜として都へ戻った。『吾妻鏡』によると、同年5月20日に配流の決定が出されていた時忠が、義経の舅となった縁によって未だ京都に滞在し、義経の兄・源頼朝の怒りを買っている記録がある（文治元年9月2日条）。9月23日、時忠は流刑地の能登国へ送られ、11月3日には義経が時忠の子である時実（本来は父と同じく周防国に配流される予定であった）を連れて京都を脱出。義経の正室とされる郷御前（河越重頼の娘）も後に義経と合流するが、時忠の娘である義経妾のその後の消息は不明。細川涼一は義経と時忠の娘の婚姻が頼朝から義経と時忠（および平家残党）の通謀を疑われてその没落を早めた一方で、義経も頼朝に対抗するために時忠（および平家残党）と連携しようとしたのではないかと推測するとともに、時忠の妻や他の娘が京都にいたことが知られているため、義経妾も夫の没落後は京都で生活していたと推測している。
『平家物語』「文之沙汰」によると、時忠は義経に押収された機密文書を取り戻すために娘を義経に差し出す事を考え、18歳の現妻の娘は惜しいので、先妻の娘で婚期を逃していた23歳（『源平盛衰記』では28歳）の娘を義経に娶らせた。彼女に懇願された義経は封も開けずに文書を時忠に返却し、受け取った時忠はすぐさま焼却処分したという。
能登半島には都落ち後の義経一行が、時忠の配流地を訪れたという伝承が多くある。

## 関連作品
人形浄瑠璃・歌舞伎
- 義経千本桜

延享4年（1747年）の人形浄瑠璃。後に歌舞伎化された。同作における義経正妻は時忠の養女で川越太郎の実の娘「卿の君」で、義経の窮地を救うため京の堀川御所で自害する。
映画
- 静御前（1938年） - 演：森光子（役名は大納言時忠の娘）

テレビドラマ
- 源義経（1966年、NHK大河ドラマ） - 演：波野久里子（役名は卿の君→萌子）
- 新・平家物語（1972年、NHK大河ドラマ） - 演：林靖子（役名は夕顔）